# Рокіа Траоре
Рокіа Траоре (фр. Rokia Traoré; нар. 26 січня, 1974) — малійська співачка, гітаристка та авторка пісень, виконавиця африканської етнічної музики; засновниця культурно-просвітницького фонду Fondation Passerelle.

## Біографія

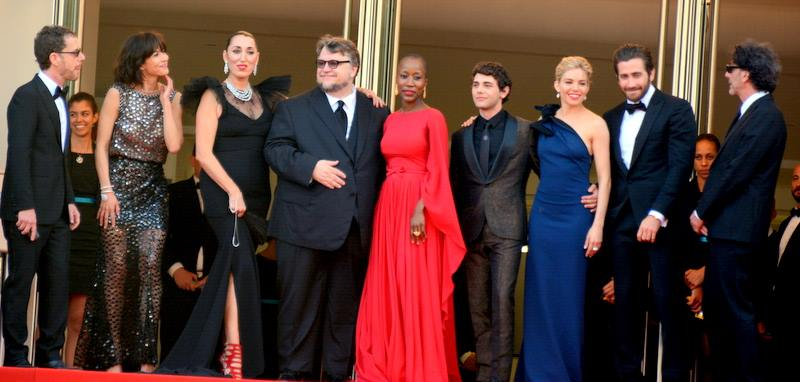
Рокіа Траоре серед членів журі Каннського кінофестивалю 2015

Рокіа народилася в сім'ї дипломата і з раннього дитинства подорожувала з батьками по всьому світу; жила в Алжирі, Саудівській Аравії, Франції, Бельгії. Закінчила ліцей в Малі і стала виступати, будучи ще студенткою в Бамако. Отримала музичну освіту в Бельгії.
У 2009 році Рокіа заснувала культурно-просвітницький фонд Fondation Passerelle.
У 2015 році Рокіа Траоре була членом журі Каннського кінофестивалю.

## Творчість
Творчість Рокіа Траоре засноване на пісенної традиції народу бамбара і більшість своїх пісень вона виконує бамбарською мовою — це друга державна мова Малі після французької.
Гастрольна діяльність Рокії була відзначена премією «Африканське відкриття» в 1997 році. У 2013 році вона дала близько 60 концертів в кількох столицях світу: в Римі, Осло, Любляні і Лондоні, провела турне по Австралії, Канаді та США.

## Нагороди
- Radio France Internationale prize «African Discovery» (1997)
- BBC Radio 3 World Music Award (2003)
- лауреат премії Міністерства культури Франції «Victoires de la Musique» (2009).

## Дискографія
- Mouneïssa (1998)
- Wanita (2000)
- Bowmboï (2003)
- Tchamantché (2008)
- Beautiful Africa (2013)
- Né So (2016)